# Porträt eines Mannes mit einem blauen Chaperon
Porträt eines Mannes mit einem blauen Chaperon (oder Mann mit der blauen Sendelbinde, zuvor Porträt eines Juweliers oder Mann mit einem Ring) ist ein sehr kleines (22,5 cm × 16,6 cm inkl. Rahmen) mit Öl auf Tafel gemaltes Porträt von einem unbekannten Mann. Zugeschrieben wird es dem berühmtesten Vertreter der Altniederländischen Malerei, Jan van Eyck.
Das Gemälde wurde um das Jahr 1430 in Auftrag gegeben und fertiggestellt. Es enthält zahlreiche Merkmale, die typisch für Jan van Eycks weltliche Porträts sind, darunter einen leicht übergroßen Kopf, einen schlichten Hintergrund, eine besondere Aufmerksamkeit für kleine Details und Texturen des Gesichts des Mannes sowie illusionistische künstlerische Elemente.
Das Bild hatte zum Zeitpunkt der Veröffentlichung keinen Titel. Dies war während der Niederländischen Renaissance üblich und wie jedes Porträt einer Person, deren Identität unbekannt war, erhielt es über die Jahre einen allgemein gehaltenen Titel. Es gab im Laufe der Zeit verschiedene Theorien, wie dieses Bild zu deuten sei. Lange Zeit war man der Annahme, dass der Ring in der rechten Hand des Mannes ein Hinweis auf seinen Beruf als Juwelier oder Goldschmied sein sollte. Daher trug das Gemälde trug zu dieser Zeit einen Namen, der Bezug auf den Beruf nahm. Heutzutage wird der Ring als Ehering gedeutet. Die Titel, die seither von verschiedenen Kunsthistorikern verwendet werden, beziehen sich in der Regel auf die Farbe oder Form der Kopfbedeckung.
Das Gemälde wurde Ende des 19. Jahrhunderts dem altniederländischen Maler Jan van Eyck zugeschrieben. Diese Anerkennung wurde von einigen Kunsthistorikern bis zu einer Restaurierung des Porträts im Jahr 1991 angezweifelt. Dabei wurden mit Hilfe der Infrarot-Fotografie eine Unterzeichnung sowie Methoden des Umgangs mit der Ölfarbe festgestellt, die unverkennbar von Jan van Eyck stammen.

## Beschreibung

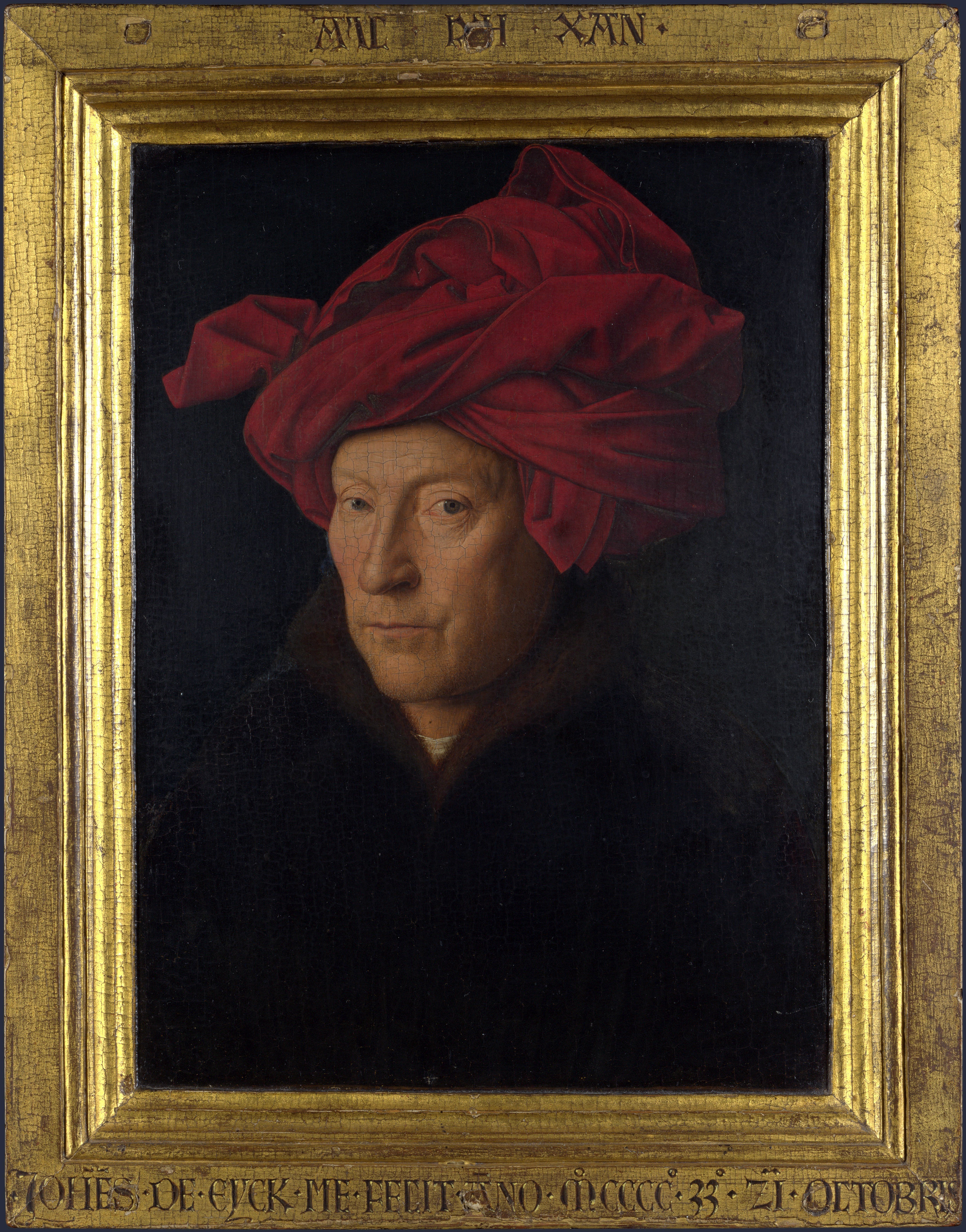
Mann mit rotem Turban (Selbstporträt?), 25,5 × 19 cm, 1433. National Gallery, London

Der Mann ist in Dreiviertelansicht dargestellt, wobei sein Gesicht von einem links einfallenden Licht dramatisch beleuchtet wird. Dadurch entstehen auffällige Licht- und Schattenkontraste, die die Aufmerksamkeit des Betrachters auf das Gesicht des Mannes lenken. Er hat braune Augen. Während sein Gesichtsausdruck neutral zu sein scheint, gibt es Spuren von Melancholie, besonders in seinen nach unten gezogenen Mundwinkeln. Seine pelzgefütterte braune Jacke über seinem schwarzen Unterhemd weisen auf eine sehr gute Kleidung hin und somit auch auf eine Adels-Zugehörigkeit. Der Chaperon, den er auf dem Kopf trägt, hat zwei Sendelbinden, die über die Schultern bis zur Brust des Mannes reichen. Die Haube ist hell und dramatisch gefärbt mit dem Pigment Ultramarin. Dies wird aus dem teuren Lapislazuli-Edelstein gewonnen und verleiht dem Chaperon seinen hellen, intensiven Farbton. Der Kopfschmuck ähnelt dem der Figur aus dem Porträt von Jan van Eyck Mann mit rotem Turban (um 1433), nur ist dieser weniger extravagant. Außerdem trägt eine solche Kopfbedeckung auch eine Figur im Hintergrund in dem Gemälde Rolin-Madonna (um 1435). Die Kopfbedeckung geriet in der Mitte der 1430er Jahre aus der Mode, sodass das Gemälde auf jeden Fall davor entstanden sein muss.
Worauf der Ring in der Hand des Mannes hinweisen soll, ist unbekannt. Bis zur Analyse von Erwin Panofsky Mitte des 20. Jahrhunderts wurde vermutet, dass der Ring auf den Beruf des Dargestellten hinweist. Folglich ging man von einem Juwelier oder Goldschmied aus. Anschließend zog man auch in Betracht, dass es sich um ein in Auftrag gegebenes Verlobungs-Porträt handeln könnte. Diese Theorie wird zusätzlich gestützt durch die untypisch kleinen Abmessungen des Gemäldes, durch die ein einfacher Transport zur Familie der Braut ermöglicht würde.
Der Porträtierte hat einen leichten Bart von ein oder zwei Tagen Wuchs, ein gemeinsames Merkmal von männlichen Porträts Jan van Eycks. Die Dargestellten sind entweder unrasiert oder laut Lorne Campbell von der National Gallery, London, «rather inefficiently shaved» (deutsch: „ziemlich uneffektiv rasiert“). Der Kunsthistoriker Till-Holger Borchert lobt, dass Jan van Eyck die Stoppeln des Mannes «with painstaking precision; nothing is idealised» (deutsch: „mit akribischer Genauigkeit erfasst hat; nichts ist idealisiert.“). Es ist interessant, ein solch idealisiertes Porträt im Kontext der Verlobung zu betrachten. Die Familie der Braut hat den zukünftigen Mann höchstwahrscheinlich bislang nicht kennengelernt. Sie ist also auf dieses eine Bild angewiesen, um den Charakter und das Erscheinungsbild des Bräutigams einzuschätzen. Carol Richardson merkt an, dass die nicht idealisierte Darstellung zu jener Zeit eine bedeutende Neuheit und ein Schock gewesen seien und dass die Wahrhaftigkeit zusammen mit dem offensichtlichen Können des Malers dem Dargestellten Gewicht und Glaubwürdigkeit verliehen hätte.

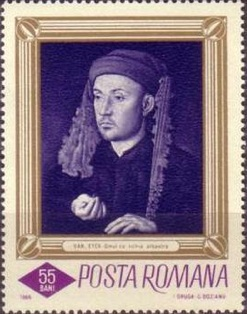
Das Porträt auf einer rumänischen Briefmarke 1966

Die Tafel enthält zwei illusionistische Passagen. Zum einen die rechte Hand mit dem Ring, die aus dem Bild zu ragen scheint, und zum anderen die detailliert beschriebenen Finger der linken Hand, die auf einer Brüstung zu liegen scheinen. Diese wären am ursprünglichen, aber jetzt verlorenen, Rahmen positioniert.

## Zuschreibung
Das Gemälde ist nicht von Jan van Eyck signiert oder datiert. Das Porträt trägt oben rechts eine Nachahmung der AD-Signatur, die auf den Künstler Albrecht Dürer hinweist und auf das Jahr 1492 datiert wurde. Dies sind spätere Hinzufügungen von unbekannter Hand aus unbekannten Gründen. Das Werk erhielt im späten 19. Jahrhundert seine heutige Zuschreibung an Jan van Eyck und wurde auch so 1902 in Brügge ausgestellt. Die tatsächliche Urheberschaft wurde aber Anfang und Mitte des 20. Jahrhunderts von Kunsthistorikern in Frage gestellt. So entstanden zahlreiche Meinungsverschiedenheiten und Auseinandersetzungen um die richtige Urheberschaft.
Die beiden Kunsthistoriker Max J. Friedländer und Georges Hulin de Loo waren davon überzeugt, dass es Jan van Eyck war, der dieses Gemälde anfertigte. Sie sahen viele Ähnlichkeiten zu dem signierten und datierten Gemälde, das auch von Jan van Eyck stammt, Léal Souvenir (1432). Friedländer widerlegte die Behauptungen des deutschen Kunsthistorikers Karl Voll. Dieser nahm an, dass das Gemälde in den 1490er Jahren, anstatt um 1430, von einem Nachfolger fertiggestellt worden war. Nach Friedländers Bemühungen, ihn vom Gegenteil zu überzeugen, sah Voll ein, dass es um 1430 angefertigt wurde, hielt jedoch daran fest, dass es nicht von Jan van Eyck stammen könne. Seine Ansicht wurde etwa 30 Jahre lang von Panofsky geteilt, der Schwächen in dem Porträt sah, die er für nicht vereinbar mit einem so erfahrenen und versierten Maler hielt.
Heute ist es weitgehend akzeptiert, dass Jan van Eyck der Urheber des Gemäldes ist. Dies aber auch nur, da im Jahr 1991 bei einer Restaurierung eine Infrarot-Fotografie-Untersuchung durchgeführt wurde und so eine Unterzeichnung und Methoden des Umgangs mit Ölfarben festgestellt werden konnten, die unverkennbar von Jan van Eyck stammen.

### Herkunft
Das Gemälde gelangte in die Sammlung von Samuel von Brukenthal (1721–1803), dem habsburgischen Gouverneur Siebenbürgens von 1774 bis 1787. Zusammen mit dem Rest seiner Sammlung in seinem Barockhaus, dem Brukenthal-Palast in Hermannstadt (Sibiu), wurde es Teil einer öffentlichen Sammlung, die 1817 eröffnet wurde. Bis 1948 befand sich die Tafel im Besitz des Brukenthal-Museums in Rumänien. In jenem Jahr beschlagnahmte das neue kommunistische Regime das Gemälde zusammen mit achtzehn anderen, die es für die wertvollsten Bestände des Museums hielt, und übergab sie dem Nationalen Kunst Museum von Rumänien in Bukarest. Ende 2006, rechtzeitig zu Sibius Anerkennung als Europäische Kulturhauptstadt 2007, wurden die Werke an das Brukenthal-Museum zurückgegeben.